# Église Saint-Jacques d'Orcier
L'église Saint-Jacques d'Orcier est une église catholique située dans le département de la Haute-Savoie, sur la commune d'Orcier. De style néo-classique sarde, elle est dédiée au saint Jacques le Mineur. Elle est d'ailleurs la seule église paroissiale du diocèse d'Annecy à être dédiée au saint, avec la collégiale de Sallanches. Elle appartient à la paroisse de Notre-Dame des Hermones.

## Historique
L'église actuelle est construite entre 1845 et 1846.

## Description
L'église actuelle est édifiée vers la fin de la première moitié du XIXe siècle dans un style néoclassique « sarde »,. L'édifice principal est associé à un clocher de style pseudo-roman, qui a été refait en 1876.
En 1884, la paroisse fait l'acquisition des vitraux de l'ancienne église de Perrignier pour les utiliser à Orcier.
L'intérieur comporte des autels datant de la même époque que la construction. La décoration est composée dans les années 1980 par un tableau ayant pour thème « La Crucifixion », par le peintre Alfred Swieykowski ; une Vierge en bois. Le tableau « Mariage de sainte Catherine » par le peintre Luca Giordano se trouve désormais dans la mairie. L'église possède par ailleurs une halle à chevet en hémicycle de style néo-classique daté de 1842. Aucun des objets de l'église n'est répertorié à l'inventaire des monuments historiques et aucun répertorié à l'inventaire général du patrimoine culturel
L'une des curiosités est l'utilisation d'un « ancien encadrement de cheminée, d'origine napolitaine » pour l'édification de Fonts baptismaux.
Le peintre Alberto Boldori réalise les décorations intérieures et les tableaux du chœur, en 1928.
L'église possède par ailleurs une statue de saint Jacques le Mineur représenté avec les attributs de Jacques le Majeur, à savoir un grand manteau formant mantelet orné de deux coquilles et le bâton de marche.
Depuis 2016, l'église possède un nouveau vitrail représentant Jacques le Mineur.

## Galerie

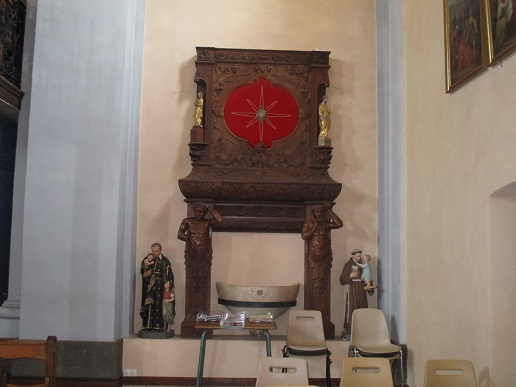
Le baptistère.
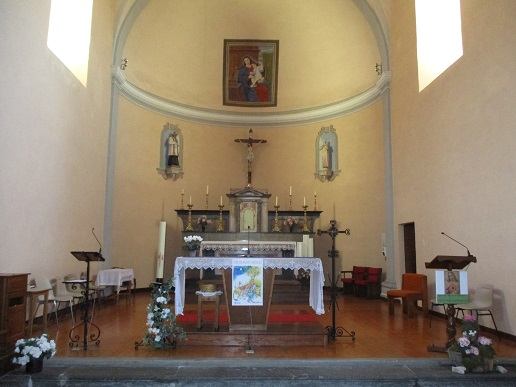
Le chœur.
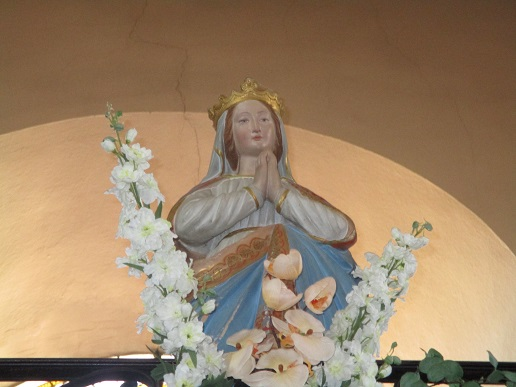
Une vierge.
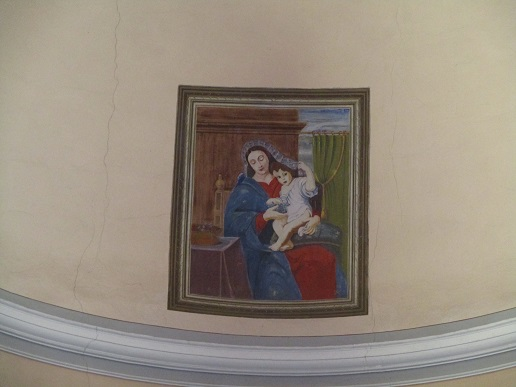
La Vierge à l'enfant.
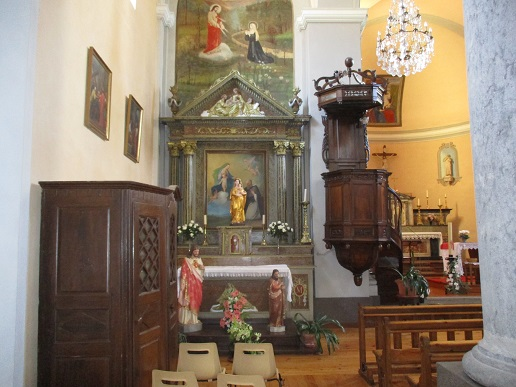
Chapelle gauche.
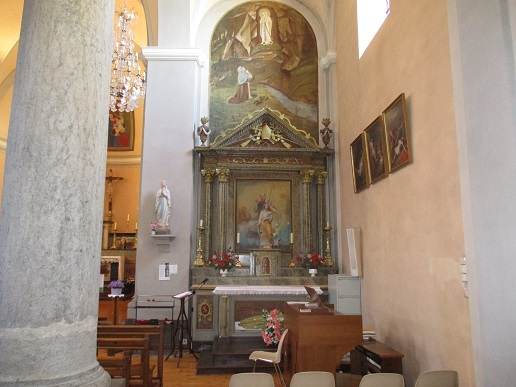
Chapelle droite.